# III. Harald dán király
III. Harald Svensson vagy Hén Harald (dánul: Harald Hein), (1041 – 1080. április 17.) Dánia királya volt 1076 és 1080 között, II. Svend Estridsson törvénytelen fia.
Észak-Sjællandon választották királlyá. Békés, jó képességű uralkodó lehetett, aki a dán pénz értékének javításán fáradozott. Néhány középkori krónikás azonban, mint Saxo Grammaticus, gyenge uralkodóként írja le, aki túlságosan sokat engedett a köznép óhajának. Későbbi történészek ugyanezért "demokratikus" uralkodónak tartották.

## Gyermekei
Felesége, Margareta Hasbjörnsdatter, Asbjorn Odadejarl leánya, egy ma már nem ismert nevű leányt szült férjének, aki Skjalm Hirdéhez ment feleségül.

## Felmenői
| 4. Ulf Thorgilsson     |  |              |  |  |                |
|                        |  | 2. II. Svend |  |  |                |
| 5. Astrid Svendsdotter |  |              |  |  |                |
|                        |  |              |  |  | 1. III. Harald |
| 6. ismeretlen          |  |              |  |  |                |
|                        |  | 3. Frille    |  |  |                |
| 7. ismeretlen          |  |              |  |  |                |
|                        |  |              |  |  |                |